# Metecan Birsen
James Metecan Birsen (* 6. April 1995 in Kadıköy) ist ein türkischer Profibasketballer, welcher momentan für Fenerbahçe Ülker in der türkischen Basketballliga spielt. Der 205 cm große Mann spielt auf der Position des Small Forward.

## Nationalmannschaft
Birsen spielte für die türkische U16- und U18-Nationalmannschaft.

## Persönliches
Er hat eine irische Mutter und einen türkischen Vater, besitzt aber die irische Staatsbürgerschaft nicht.

## Ehrungen und Auszeichnungen
- U16-Europameisterschaft: Bronze
- U18-Europameisterschaft: Gold

| Personendaten    | Personendaten                |
| ---------------- | ---------------------------- |
| NAME             | Birsen, Metecan              |
| KURZBESCHREIBUNG | türkischer Basketballspieler |
| GEBURTSDATUM     | 6. April 1995                |